# Saint-Crépin-et-Carlucet
Saint-Crépin-et-Carlucet là một xã, nằm ở tỉnh Dordogne vùng Aquitaine của Pháp. Xã này có diện tích 18,51 km², dân số năm 2006 là 463 người. Xã nằm ở khu vực có độ cao trung bình 270 m trên mực nước biển.

## Thông tin nhân khẩu
| Năm    | 1962 | 1968 | 1975 | 1982 | 1990 | 1999 | 2006 |
| ------ | ---- | ---- | ---- | ---- | ---- | ---- | ---- |
| Dân số | 370  | 331  | 321  | 310  | 372  | 407  | 463  |